# Klingenthal (Duitsland)
Klingenthal is een stad in de Duitse deelstaat Saksen, en maakt deel uit van de Vogtlandkreis.
Klingenthal telt 8.035 inwoners. De stad is gelegen in de zogenaamde Musikwinkel in het Natuurpark Erzgebirge/Vogtland. De stad staat vanouds bekend om de productie van muziekinstrumenten en als wintersport- en vakantieplaats.

## Geografie
Klingenthal ligt direct aan de Tsjechische grens ter hoogte van het Tsjechische Kraslice en aan de voet van de Aschberg (936 m). De stad strekt zich van noord tot zuid uit over een lengte van 10,5 km en is daarmee zeer langgerekt. Ze is omgeven door naaldbossen (voornamelijk sparren).
Door Klingenthal stromen de riviertjes de Döbra en de Zwota, die aan de Tsjechische grens samenvloeien en verderstromen als de Svatava of Zwotau. Deze mondt uiteindelijk in de Tsjechische rivier de Ohře uit.
Enkele bekendere bergtoppen rondom Klingenthal zijn:
- Kiel (942 m)
- Kamenáč (Aschberg)(936 m)
- Schneckenstein (883 m)
- Schwarzberg (802 m)
- Olověný vrch (Bleiberg)(802 m)

### Indeling
Klingenthal bestaat uit de volgende ortsteilen:
- Klingenthal met Quittenbach, Brunndöbra en Sachsenberg-Georgenthal
- Mühlleithen
- Zwota

### Aangrenzende gemeenten
- In de Duitse Vogtlandkreis
  - Erlbach
  - Markneukirchen
  - Schöneck/Vogtl.
  - Grünbach
  - Muldenhammer
- In Tsjechië
  - Kraslice
  - Bublava

## Geschiedenis

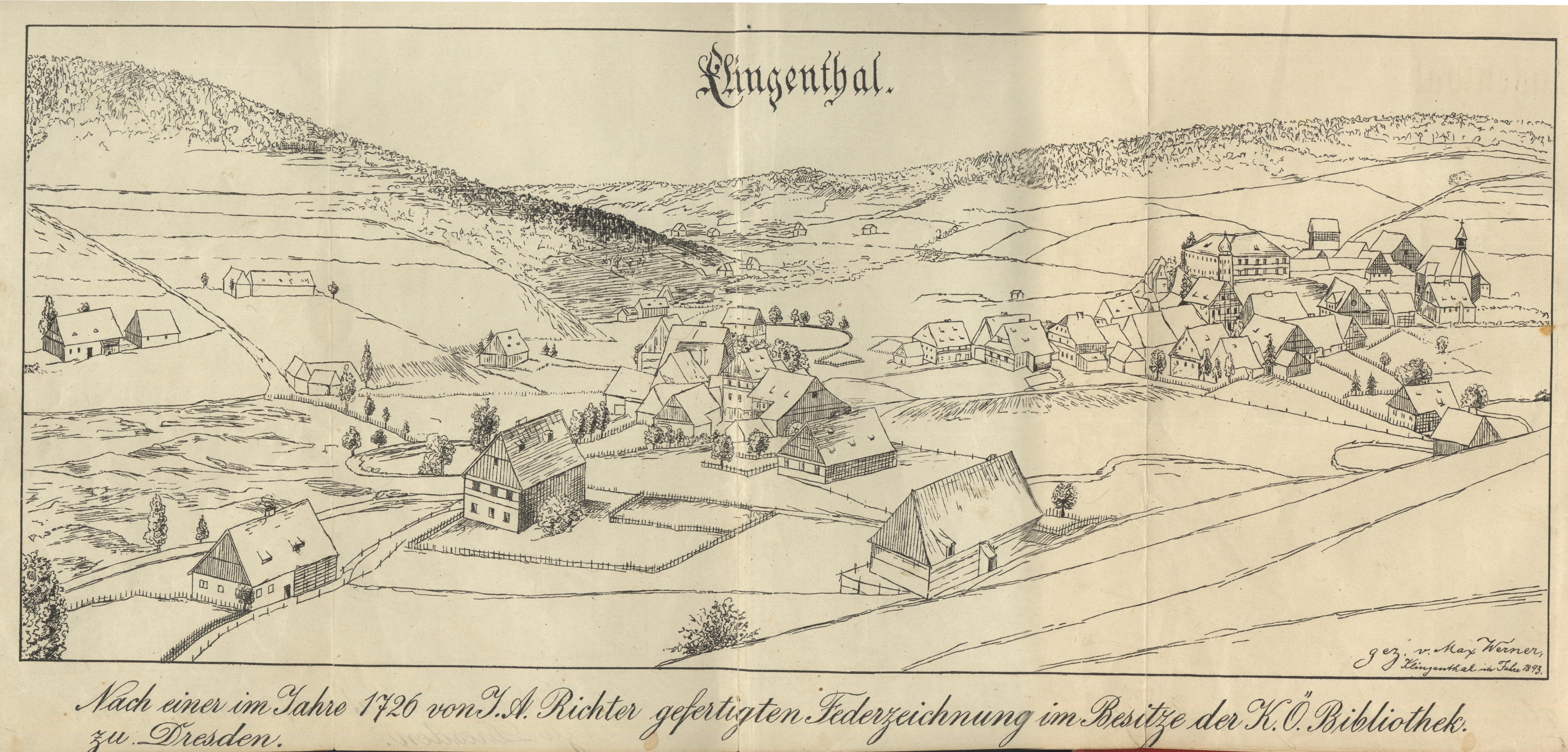
Blik op het Klingenthal van 1726

Langs de beek de Zwota, nabij de grens met Bohemen, stichtte Sebastian Köppel in 1591 een hamersmidse, teneinde het in de omgeving voorkomende ijzererts en het hout uit de uitgestrekte bossen in de omgeving te exploiteren. Op 1 februari 1602 werd de naam „Höllhammer“ voor het eerst in een geschreven bron vermeld en wel in [het doop-, trouw- en begraafboek van nabijgelegen Schöneck. Er woonden destijds hamersmeden, mijnwerkers en houtskoolbranders. In 1628 brand de hamersmidse af en werd niet meer opnieuw opgebouwd.
In die jaren behoorde Quittenbach niet tot Klingenthal. Het was een heerlijkheid van Voigtsberg in Oelsnitz. In 1626 deed Georg Christoph von Boxberg uit Hellhammer het verzoek tot het opnieuw vestigen van een hamersmederij, maar dit werd hem niet toegestaan uit angst voor schade aan de omringende landbouwgrond. In plaats hiervan gaf men hem toestemming om vier huizen te bouwen en bijbehorend akker- en weideland te ontginnen.
Halverwege de 17e eeuw introduceerden Bohemers die in het kielzog van de contrareformatie emigreerden de vioolbouw in. In 1716 werd er een vioolbouwersbond opgericht. Tegen het einde van de 18e eeuw werd ook de productie van strijkstokken, van snaren en hout- en koperblaasinstrumenten in Klingenthal geïntroduceerd. In 1829 kwam de vervaardiging van mondharmonica's en houten haarkammen en in1852 van accordeons daarbij. Klingenthal ontwikkelde zich in de tweede helft van de 19e eeuw tot het belangrijkste centrum van de accordeonbouw ter wereld. De oudere takken van muziekinstrumentenbouw werden steeds meer door de harmonicabouw verdrongen. In 1875 werd Klingenthal op het spoornetwerk aangesloten. Het kreeg op 1 oktober 1919 stadsrechten
In april en mei 1933, bij het begin van het nazi-tijdperk werden politieke tegenstanders van het naziregime mishandeld en daarna naar diverse concentratiekampen gedeporteerd. Het ter ere van de slachtoffers opgerichte gedenkteken werd in 1994 afgebroken, ondanks verzet van de nabestaanden.
Op 25 juli 1952 ontstond uit Klingenthal met gebiedsdelen van de voormalige districten Auerbach en Oelsnitz het district Klingenthal. Vanaf 1996 behoort Klingenthal tot het district Vogtlandkreis, met als bestuurlijk centrum de stad Plauen. Ter onderscheiding van het plaatsje Klingenthal in de Elzas luidde de officiële naam van de stad tot 31 januari 2007 Klingenthal/Sa. Raadsbesluit 377 (gepubliceerd in het officieel gemeenteblad van 9 februari 2007) maakte een eind aan het toevoegsel Sa. De stad heet sindsdien eenvoudigweg Klingenthal.
Doordat de stad te midden van een berglandschap is gelegen, heeft de wintersport sinds de vroege 20e eeuw vaste voet aan de grond in Klingenthal. De prestaties van de Klingenthalse skiërs hebben Klingenthal op de kaart gezet en het aanzien van de skisport mede bepaald.

### Bestuurlijke fusies
In 1950 fuseerden de gemeentes Brunndöbra en Sachsenberg-Georgenthal met Klingenthal. In januari 1992 werd de gemeente Mühlleithen geannexeerd. Ten slotte fuseerden op 1 januari 2013 Zwota en Klingenthal.

### Demografische ontwikkeling
De abrupte bevolkingstoename in 1950 werd veroorzaakt door de annexatie van de gemeente Brunndöbrain dat jaar. Ten tijde van de DDR nam het inwonertal van de sterk geïndustrialiseerde stad reeds af. De economische neergang na de Duitse hereniging droeg hieraan mede bij.
Nog een factor die bijdroeg aan de bevolkingsdaling is de beschikbaarheid van goedkopere arbeidskrachten uit het nabije Tsjechië. Vanaf 2001 kunnen deze arbeidskrachten weer direct over de weg en per spoor Klingenthal bereiken. De stijging van het loonniveau in Tsjechië ten opzichte van dat van Duitsland doet echter verwachten dat dit effect sterk aan betekenis zal inboeten.
Het inwonertal neemt echter niet meer zo drastisch af als enkele jaren geleden nog het geval was. Naar verwachting zal de stad in 2020 tussen de 7400 tot 7800 inwoners tellen. Het aandeel van 65-plussers op de bevolking zal naar schatting toenemen tot krap een derde in 2020. Deze prognose is gelijk aan die voor andere gemeenten in de Vrijstaat Saksen. Het aandeel van de bevolking tussen 15 en 65 jaar neemt naar verwachting met ca. 10% af en bereikt daarmee ongeveer 55%. Het aantal kinderen onder de 15 jaar zou echter met 8% kunnen toenemen tot 10% en zou daarmee in 2020 op een hoger niveau liggen dan in plaatsen in de directe omgeving, zoals bijvoorbeeld in Markneukirchen.
Demografische ontwikkeling (vanaf 1960 per 31 december):
| 1834 tot en met 1946 - 1834: 1577 - 1871: 2563 - 1890: 4755 - 1910: 6158 - 1925: 6471 - 1933: 6491 - 1946: 6652 * | 1950 tot en met 1999 - 1950: 17.399 ** - 1960: 15.497 - 1971: 14.062 - 1981: 13.364 - 1984: 13.369 - 1998: 10.471 - 1999: 10.203 | 2000 tot en met 2007 - 2000: 9999 - 2001: 9769 - 2002: 9500 - 2003: 9315 - 2004: 9116 - 2007: 8674 |

* op 29 oktober

** op 31 augustus

## Politiek

### Gemeenteraad
Sinds de laatste gemeenteraadsverkiezingen van 9 juni 2024 kent de gemeenteraad van Klingenthal (15 zetels) de navolgende samenstelling:
- CDU 5 zetels
- Pro Klingenthal- meine Stadt 5 zetels
- FWG * 3 zetels
- FDP 1 zetel
- AfD 1 zetel (4 zetels, maar voor 3 zetels waren geen kandidaten)

* FWG = Freie Wählergemeinschaft Klingenthal (Vrije Kiezersgemeenschap Klingenthal).

### Burgemeester
- Judith Sandner van de Freie Wählergemeinschaft Klingenthal (FWG), sinds 2022.

### Wapen, vlag en zegel
De stad Klingenthal voert een wapen, een vlag en een zegel. Het uiterlijk hiervan is in paragraaf 2 van de gemeentestatuten vastgelegd:
Wapen
„Het wapen van Klinkenthal toont een lier van or (geel) op een veld van lazuur (blauw)“
Vlag
„De door de stad Klingenthal gevoerde vlag bestaat uit twee horizontale banden, blauw en geel van kleur waarop het stadswapen.“
Zegel
„Het zegel bestaat uit het stadswapen met het devies ‚Stadt Klingenthal‘ en een zegelnummer dan wel de aanduiding van de betreffende gemeentedienst. Toezicht op het gebruik van het zegel berust bij de burgemeester.“

### Stedenbanden
Klingenthal onderhoudt jumelages met:
- Kraslice, Tsjechië, sinds 1952
- Neuenrade, Noordrijn-Westfalen sinds 1990[5]
- Castelfidardo, Italië sinds mei 2003

## Cultuur en bezienswaardigheden

### Musea
- Muziek- en wintersportmuseum Klingenthal
- Harmonicamuseum Zwota
- Productiedemonstraties accordeonfabriek

### Muziekbeoefening
- Blaasorkest Stadtorchester Klingenthal
- Kerkconcerten in de ronde kerk Zum Friedefürsten
- Internationaal Accordeonconcours
- Mannenkoor Goldbergchor
- Blaaskapel Lindenkapelle
- Accordeonorkest
- Koperblaasorkesten en kerkkoren van de individuele kerkgemeenten
- Mondharmonicafestival Mundharmonika-Live

### Religie
- Evangelisch-luthers:
  - Kerk Zum Friedefürsten
  - Lutherse kerk Brunndöbra
  - Johannesgemeente Sachsenberg-Georgenthal
- Vergadering van gelovigen
- Rooms-katholiek:
  - H. Maria Rozenkranskoningin

### Bouwwerken
- Ronde kerk "Zum Friedefürsten"
- Skispringschans de Vogtland Arena

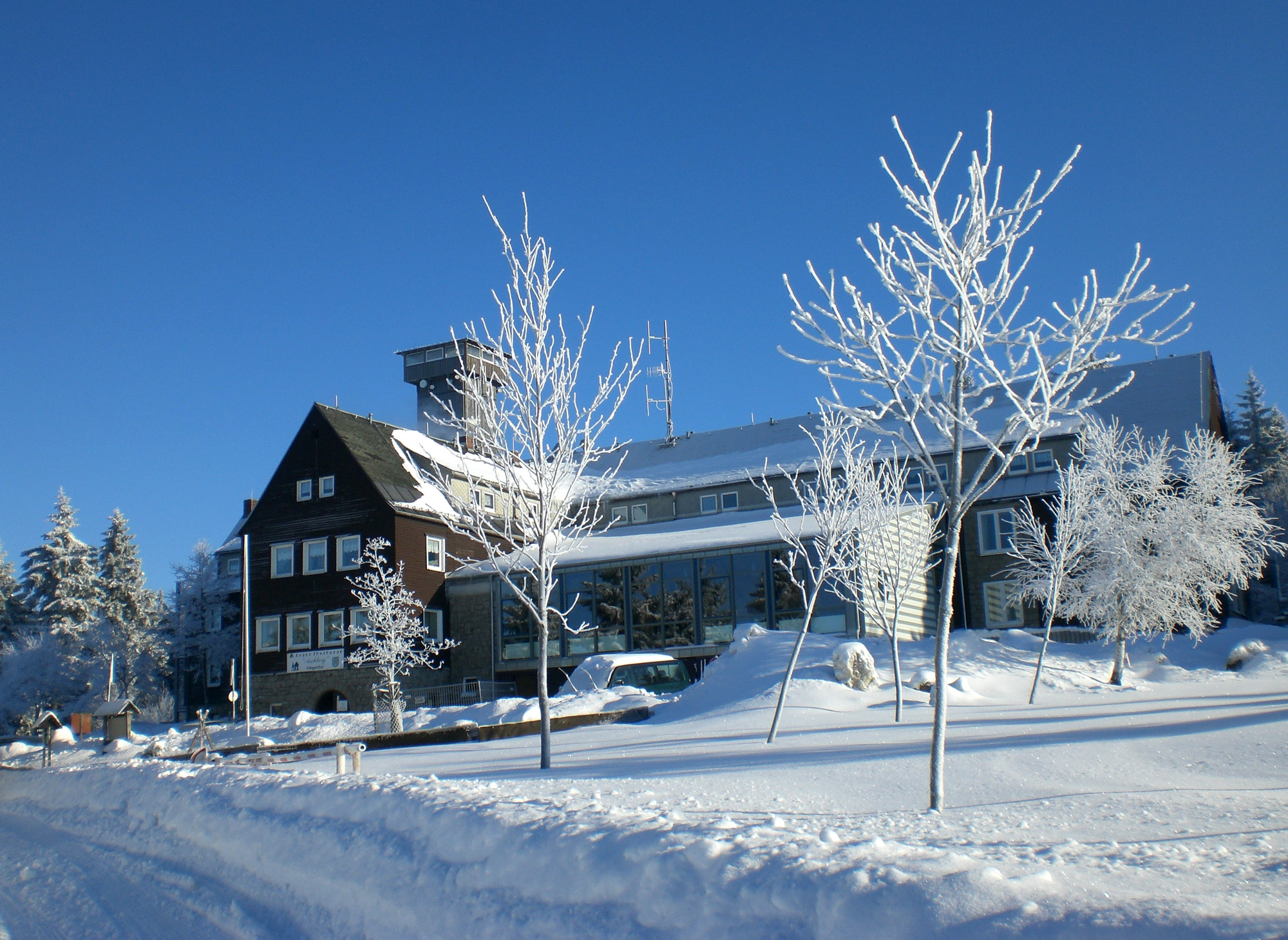
De jeugherberg op de Aschberg met de uitkijktoren op de achtergrond

- Uitkijktoren „Otto Hermann Böhm“ - De in 1999 gebouwde toren is totaal 32 m hoog en staat op een hoogte van 917 m boven Normalnull en bevindt zich in de directe nabijheid van de jeugdherberg op de Aschberg.

### Natuurmonumenten
- Topaasrots de Schneckenstein (letterlijk “Slakkensteen”)
- Naturreservaat hoogveengebied Großer Kranichsee
- Alpenweide Winselburg
- Radiumhoudende waterbron in het Steinbachtal

### Sport
- Vogtland Arena

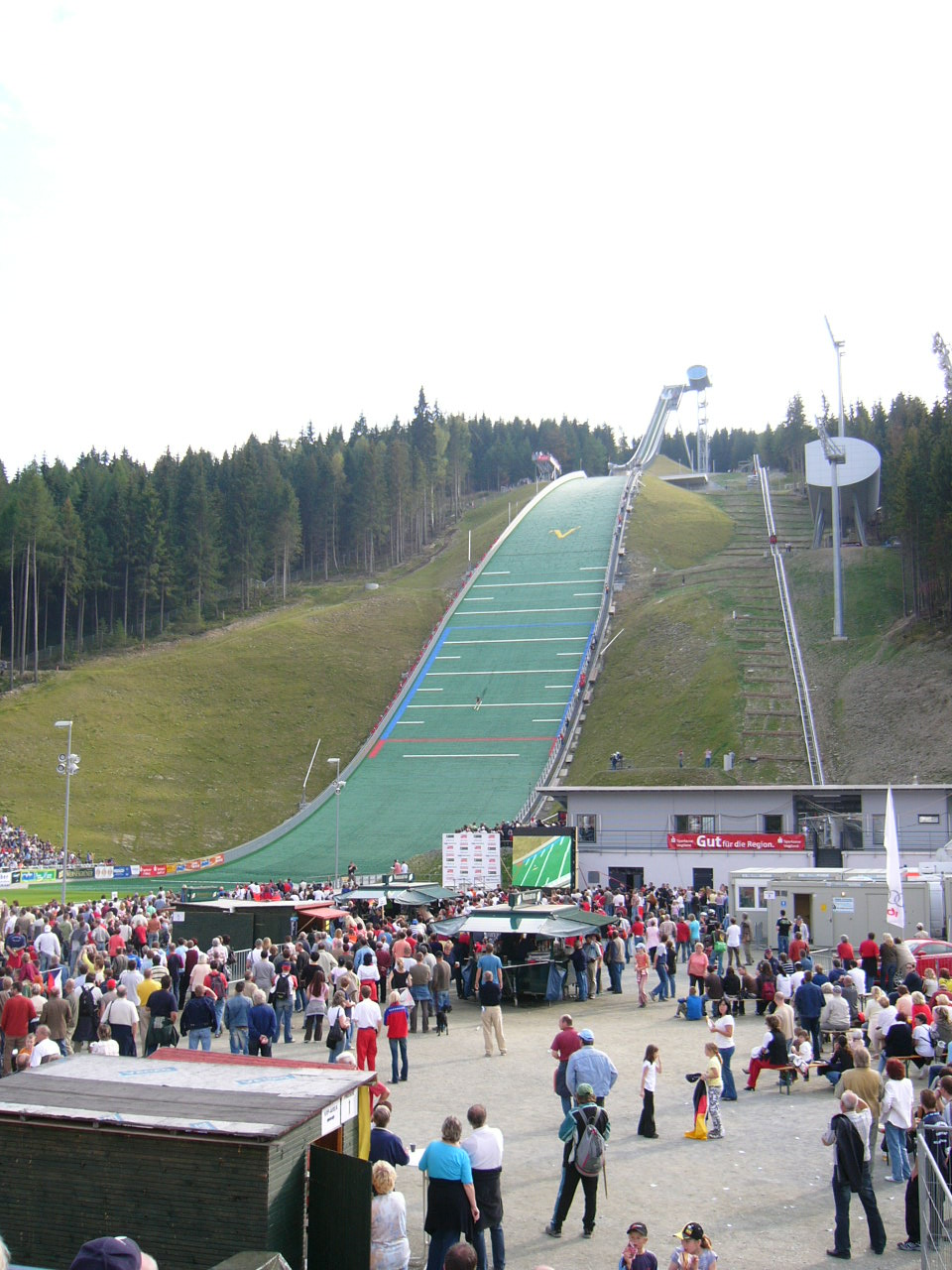
Vogtlandarena

- Kunstijsbaan: In de stad ligt een openlucht-kunstijsbaan, waarop gedurende wintermaanden (van november tot maart kan worden geschaatst. In de zomer staat de baan open voor skaters.
- Langlaufen: In de omgeving van Klingenthal bevindt zich 110 km aan geprepareerde loipes. Er worden wedstrijden op deze loipes georganiseerd (zoals bijvoorbeeld de Kammlauf ).
- Skiliften: In de nabijheid van Klingenthal bevinden zich drie skihellingen van verschillende moeilijkheidsgraad.
- Tennisclub Klingenthal: De TCK beschikt over drie modern uitgeruste tennisbanen gelegen in de buurgemeente Zwota.

### Terugkerende evenementen

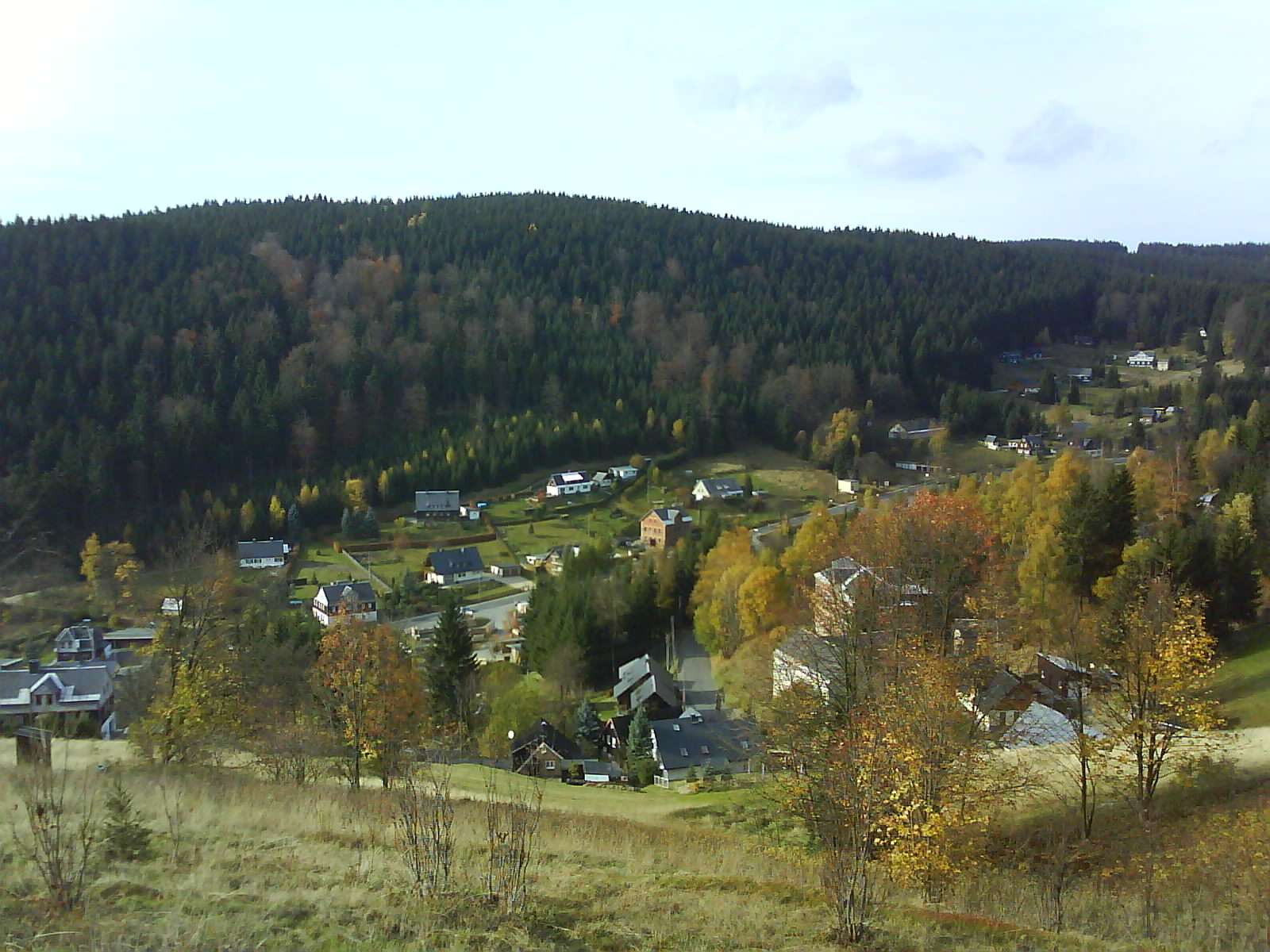
Uitzicht op Sachsenberg-Georgenthal vanaf de Aschberg

Een evenement van betekenis is het elk jaar in mei gehouden Internationale Accordeonconcours. Bij kenners uit de hele wereld staat het concours hoog in aanzien.
Regelmatig vinden er ook concerten plaats in Klingenthal. Twee blaasorkesten, een accordeonorkest en ettelijke kleinere muziekgezelschappen uit de stad zijn bekend van radio en televisie of hebben bekende albums uitgebracht.
Een ander topevenement is het mondharmonicafestival Mundharmonika-Live, dat elk jaar in het derde weekend van september wordt georganiseerd. Het hoogtepunt van het festival is naast de workshops voor leken en gevorderden de muzikaal-culinaire Live-nacht waarbij in talrijke horecagelegenheden mondharmonicamuziek ten gehore wordt gebracht. Het muzikale spectrum reikt van Folk en Blues tot aan Jazz, Dixieland en Country.
In de kerk "Zum Friedefürsten" worden regelmatig concerten met kerkelijke muziek ten beste gegeven.

## Economie en infrastructuur

### Ondernemingen
- Horecagelegenheden die zich in het bijzonder op wandelaars en wintersporters richten
- Vestigingsplaats van een aantal bedrijven en instellingen die zich bezighouden met research & development op het gebied van muziekinstrumenten en muziekelektronica en de productie en reparatie ervan.
- Metaalbewerkende industrie
- Bosbouw
- Farmaceutische industrie
- Productie van elektronische onderdelen, bijvoorbeeld voor de spoorwegbranche
- Productie van elektronische accessoires voor modelspoorbanen

### Verkeer

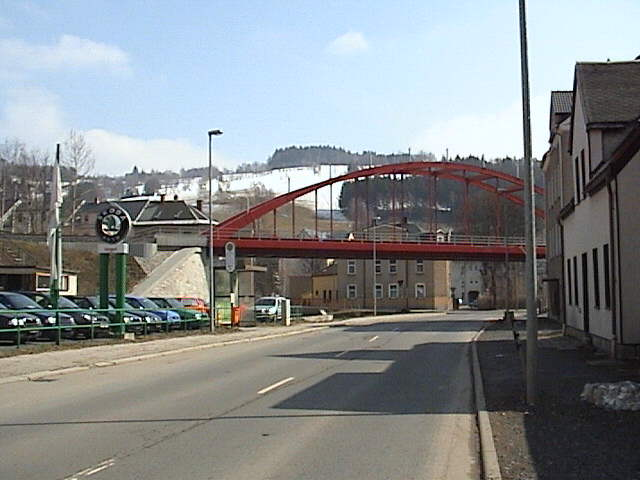
De spoorwegbrug in Klingenthal

Klingenthal ligt aan het spoorwegtracé Zwickau - Sokolov (Tsjechië). Deze spoorweg wordt tegenwoordig geëxploiteerd door de Vogtlandbahn (Zwickau – grensovergang Klingenthal en de Tsjechische spoorwegmaatschappij Viamont (grensovergang Klingenthal - Sokolov).
Er is elke dag een directe uurlijkse treinverbinding op het tracé van de Vogtlandbahn richting station Zwickau Zentrum (om 18 minuten over het hele uur) en richting Kraslice en Sokolov (43 minuten over het hele uur) van 6 uur 'd ochtends tot 10 uur 's avonds en op vrijdag van 5 uur 's ochtends tot 11 uur 's avonds. Op zaterdag bestaat ook de mogelijkeheid om door te reizen naar Karlovy Vary, Mariánské Lázně en de Beierse stad Hof.
Het station van Klingenthal en de directe omgeving ervan worden momenteel opgeknapt. In 2011 moet deze renovatie zijn afgerond.
Van 1917 tot 1964 reed er door het Döbradal tussen Klingenthal en Sachsenberg-Georgenthal elektrisch aangedreven smalspoortrein met een spoorbreedte van 1.000 mm. Deze lijndienst wordt tegenwoordig door de stadbuslijn T-48 onderhouden, waarmee men in luttele minuten vanaf het treinstation het centrum bereikt. Naast de stadsbus bestaan er meerdere streekbuslijnen die Klingenthal aandoen.
Dwars door Klingenthal loopt de Bundesstraße 283 (B283), die ten noordoosten van de kruising met de Graslitzer Straße naar de Tsjechische grens als Auerbacher Straße (voorheen de Leninstraße) bekendstaat. Ten westen ervan draagt de B283 de naam Markneukirchner Straße.
Binnen Klingenthal tref je vier overgangen over de staatsgrens tussen Duitsland en Tsjechië:
- De spoorwegovergang op het traject Zwickau-Sokolov.
- Personenauto-overgang Klingenthal-Kraslice aan de B283
- Peronenauto-overgang Aschberg-Bublava
- Voetgangersovergang Klingenthal/Aschberg-Bublava

### Onderwijs
- Handelsberoepsschool
- Beroepsopleiding Vogtlandse muziekinstrumentenbouw Klingenthal
- Districtsvolkshogeschool
- Kolping-beroepsopleiding Plauen
- Muziekschool Vogtland
- Scholengemeenschap "Am Amtsberg" (basisschool, gymnasium met nadruk op sportieve en exacte vakken)

## Bekende Klingenthalers

### Geboren in Klingenthal
- Johann Wilhelm Rudolph Glier (1793–1873), instrumentenbouwer
- Edmund Meinel (1864–1941), fabrikant
- Richard Grimm-Sachsenberg (1873–1952), schilder, Radierer und etser uit Untersachsenberg
- Otto Ludwig (geb. 1880), instrumentenbouwer en muzikant
- Ernst Uebel (1882–1959), Komponist und Musiker
- Hermann Levinson (geb. 1924), bioloog en fysioloog
- Harry Glaß (1930–1997), skispringer
- Ralph Pöhland (geb. 1946), competitieskiër (noordse combinatie)
- Karlheinz Steinmüller (geb. 1950), natuurkundige en sciencefiction-auteur
- Rolf Biebl (geb. 1951), beeldhouwer en schilder
- Uwe Dotzauer (geb. 1959), competitieskiër (noordse combinatie)
- Marlies Rostock (geb. 1960), langlaufer

### Personen met een zekere band met Klingenthal
- Christoph Carl von Boxberg (1629–1699), inspecteur en inspecteur-generaal der mijnen in de omgeving van het Vogtlandse Neustadt en in het Vogtlandse ommeland.
- Heinz Wosipiwo (geb. 1951), trainer bij het Saksische sporttrainingscentrum in Klingenthal
- Klaus Ostwald, skivliegkampioen 1983